# Бар (Интернет)
Бар  — программное расширение браузера, обычно в виде панели инструментов (тулбар, на экране выглядит как полоска с иконками). Это небольшое приложение с дополнительным функционалом, предоставляемым сайтом (порталом), в дополнение к стандартным функциям браузера, и пользователю не нужно заходить на сайт для доступа к ним — достаточно воспользоваться соответствующей кнопкой (кликнуть на иконке) тулбара.
Бар может быть программно отключён — тогда его панель не будет отображаться на экране.

## Функциональность
Крайне широка, поскольку практически любую функцию можно «повесить» на кнопку в баре.
Ограничением является ширина бара, но оно (ограничение) обходится путём введения в бар ниспадающих меню; при вложенности таких меню больше 1 (единицы) проблема ограничения количества кнопок практически исчезает, сменяясь проблемой удобства доступа.
Компания Google (в Google Toolbar) решила эту проблему комплексно: изначально в баре присутствует ограниченное число основных кнопок, а остальные пользователь может самостоятельно загрузить с сайта, где этих кнопок доступно уже несколько тысяч.
Наиболее распространённые функции, выводимые на тулбар:
- Доступ к почте.
- Хранилище закладок.
- Погода.
- Курс валют.
- URL различных сайтов
- Интегрированная в бар панель поисковика.

## Примеры баров
- Яндекс-бар — бар проекта Яндекс.Закладки.
- Панель инструментов Google — бар от Google.

## Распространение
Изначально программное обеспечение баров устанавливалось пользователями самостоятельно.
В настоящее время, в особенности с появлением технологий Web 2.0, установка соответствующего тулбара осуществляется, по запросу пользователя, автоматически — с сайта, на котором он выложен.
Также, многие программы (например, Punto Switcher) предлагают при их установке, в качестве навязываемой рекламы (adware), и одновременную установку и «дружественного» бара (в случае с Punto, это Yandex-бар).